# 文屋康秀
文屋 康秀（ふんや の やすひで）は、平安時代前期の官人・歌人。文琳とも。官位は正六位上・縫殿助。六歌仙および中古三十六歌仙の一人。

## 経歴
官人としては、陽成朝にて元慶元年（877年）山城大掾、元慶3年（880年）縫殿助に任官したことが伝わる程度で卑官に終始した。
『古今和歌集』仮名序では、「詞はたくみにて、そのさま身におはず、いはば商人のよき衣着たらんがごとし」と評される。勅撰和歌集には『古今和歌集』4首と『後撰和歌集』1首が入集するが、『古今集』の2首は子の朝康の作ともいわれる。
小野小町と親密だったといい、三河掾として同国に赴任する際に小野小町を誘ったという。それに対し小町は「わびぬれば 身をうき草の 根を絶えて 誘ふ水あらば いなむとぞ思ふ」（＝こんなに落ちぶれて、我が身がいやになったのですから、根なし草のように、誘いの水さえあれば、どこにでも流れてお供しようと思います）と歌を詠んで返事をしたという。のちに『古今著聞集』や『十訓抄』といった説話集に、この歌をもとにした話が載せられるようになった。

## 代表作
- 吹くからに秋の草木のしをるれば むべ山風を嵐といふらむ（小倉百人一首・22番）
- 春の日の光にあたる我なれど 頭の雪となるぞわびしき

## 官歴
『古今和歌集目録』による。
- 貞観2年（860年） 3月20日：中判事
- 時期不詳：三河掾
- 元慶元年（877年） 正月15日：山城大掾
- 元慶3年（880年） 5月28日：縫殿助